# Fête de l'autonomie
La Fête de l’autonomie (en tahitien Heiva o te « autonomie ») est une commémoration civile de l’annexion française du royaume de Tahiti le 29 juin 1880. En Polynésie française, le 29 juin est un jour de fête officiel, férié et chômé.

## Histoire
Le 29 juin 1880, Pōmare V cède à la France son royaume et tous ses sujets deviennent des citoyens français.

## Célébrations
Les célébrations comprennent un défilé populaire des associations du Pays sur l′avenue Pouvanaa Oopa de Papeete en fin d’après-midi. Les festivités se poursuivent en soirée par des animations et concerts sur le front de mer de la capitale polynésienne.

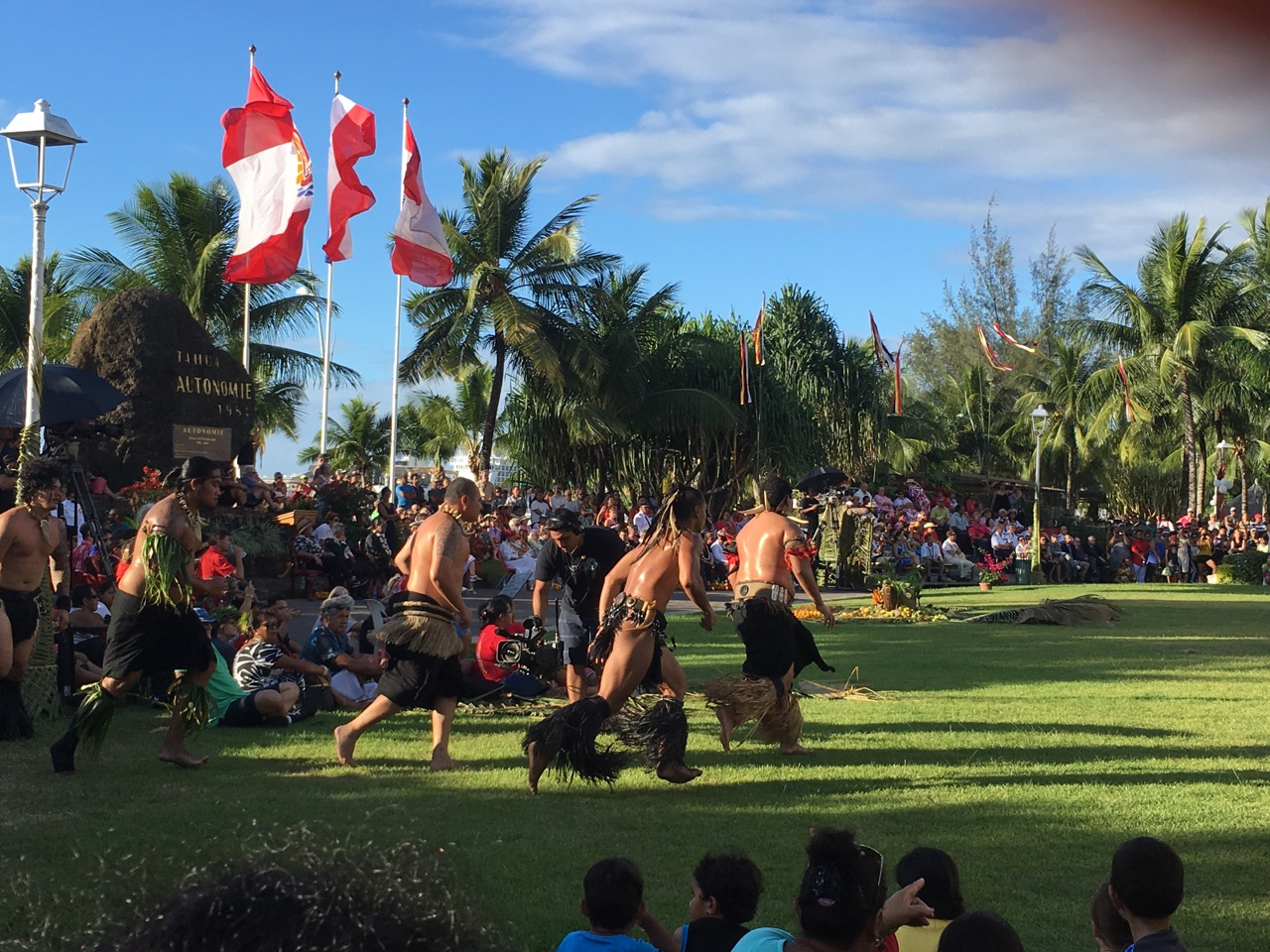
Festivités du 29 juin 2018
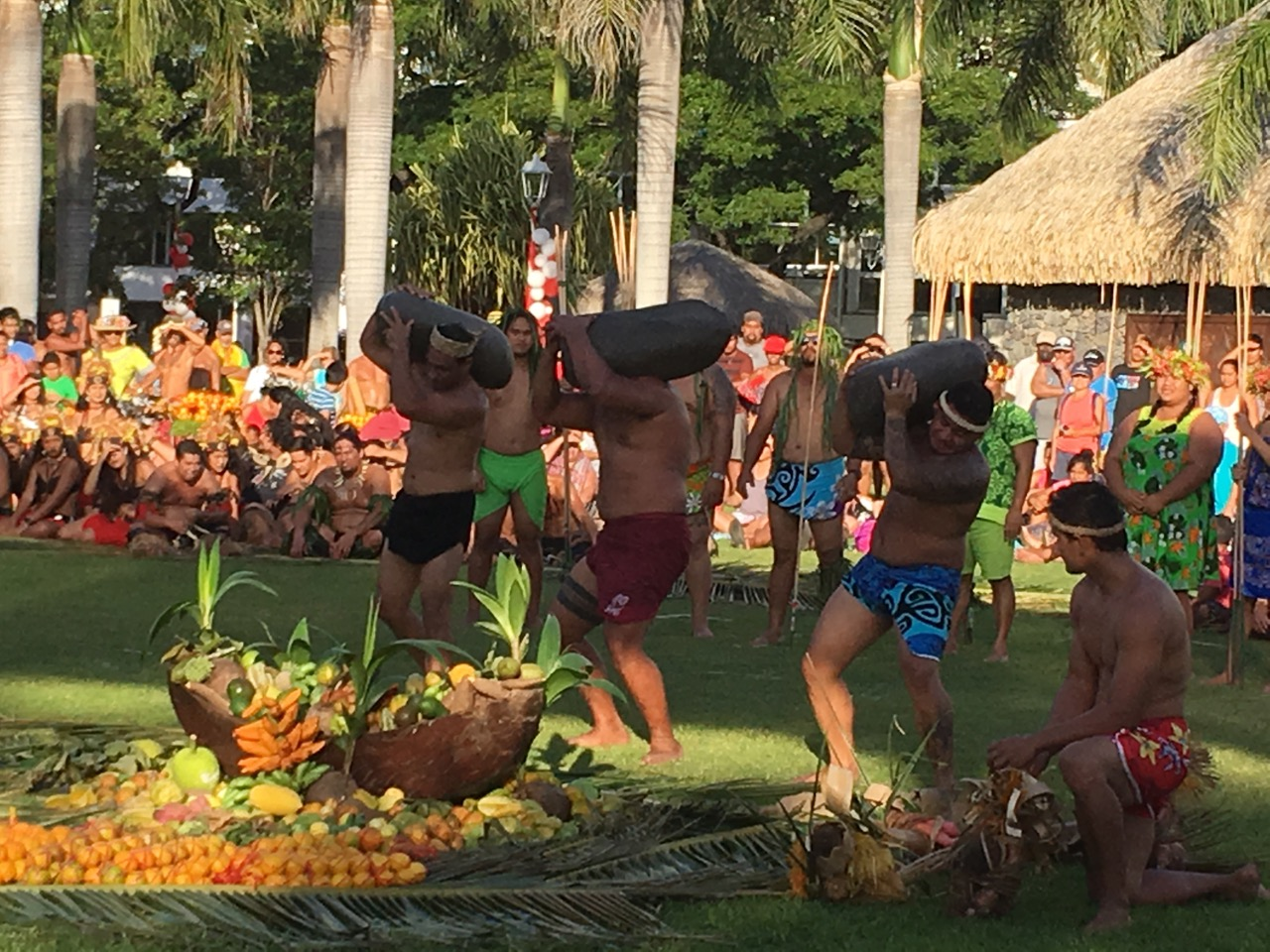
porteurs de pierre
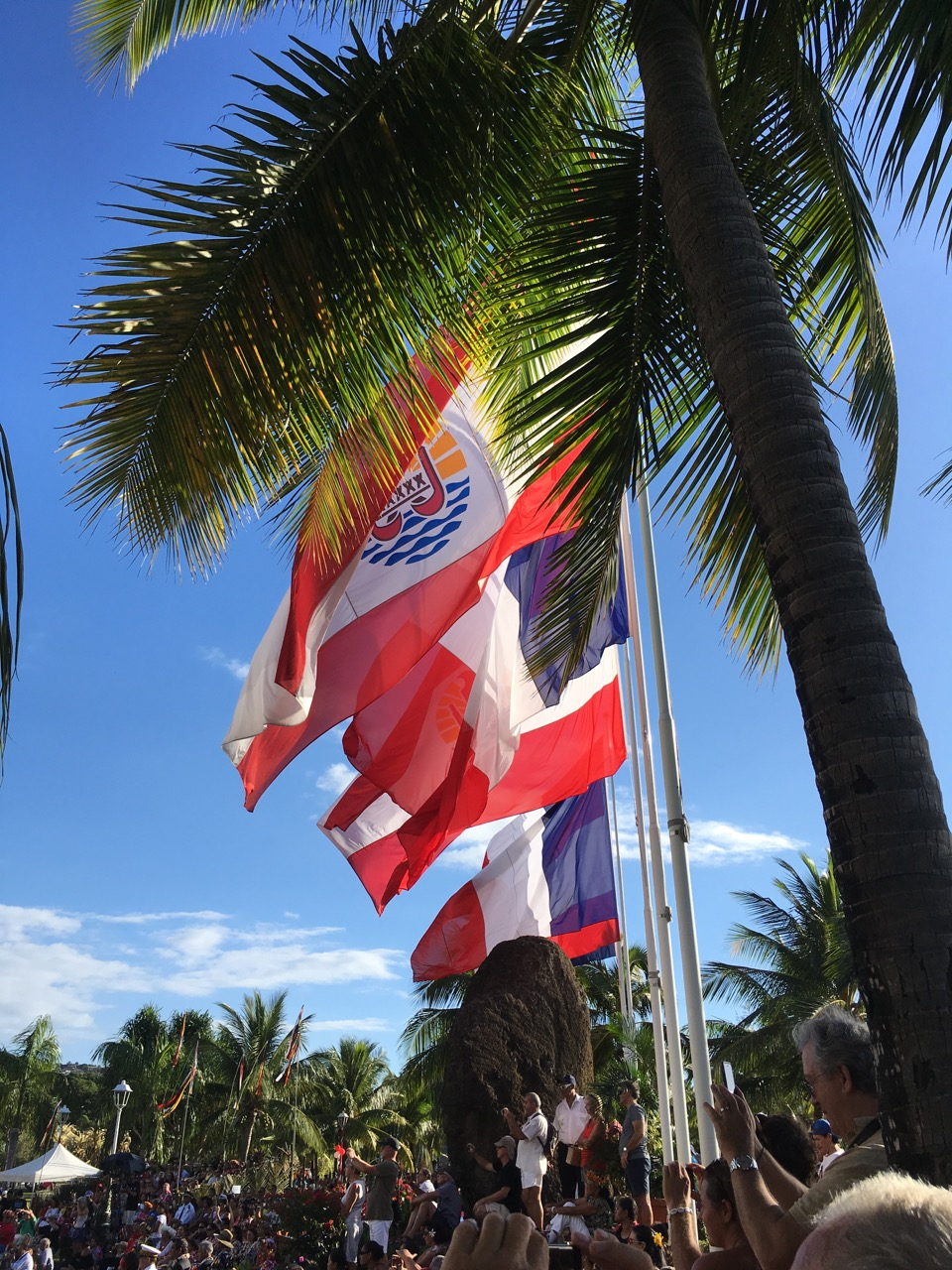
Pavoisement du 29 juin
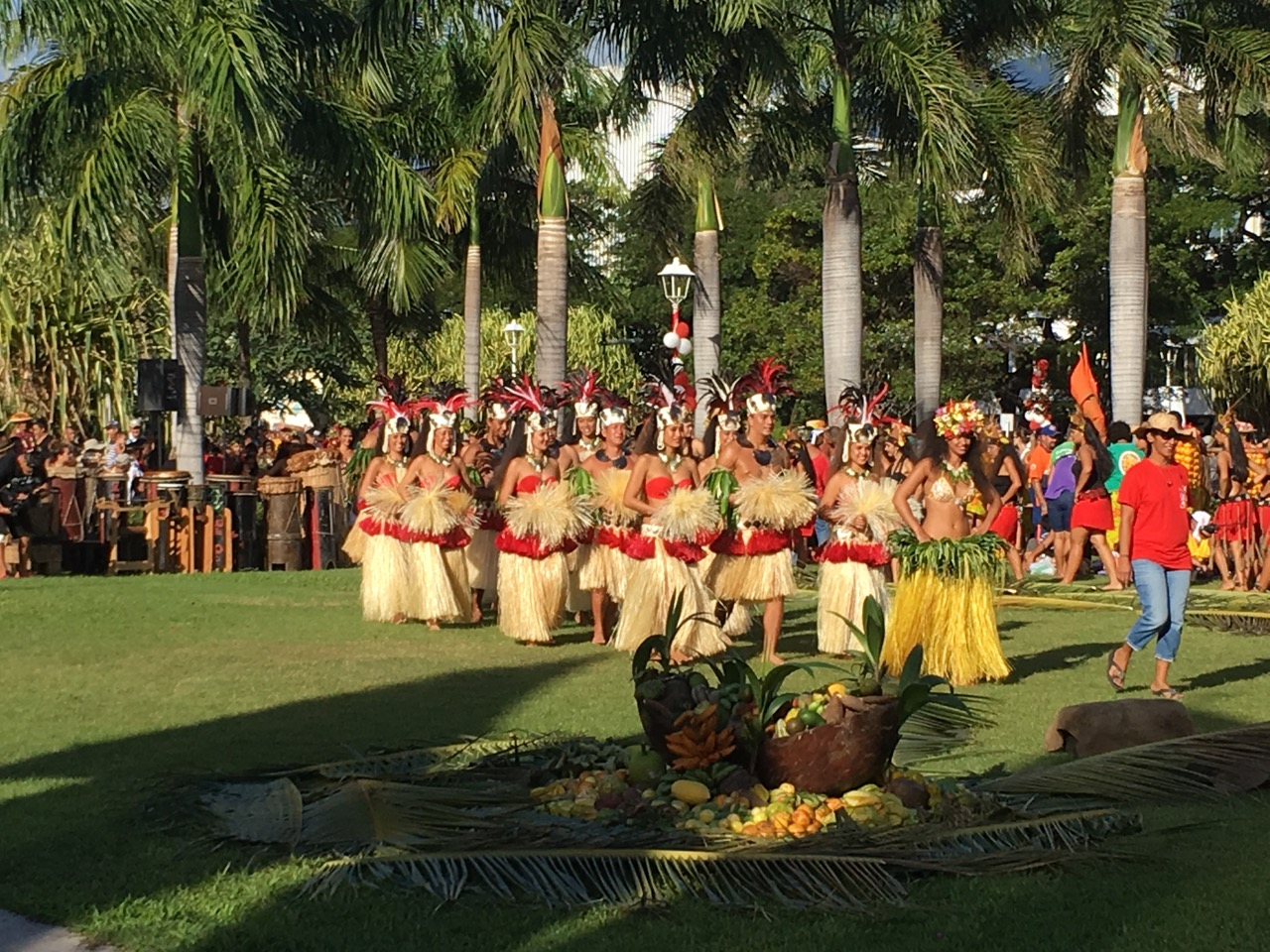
groupe de danses
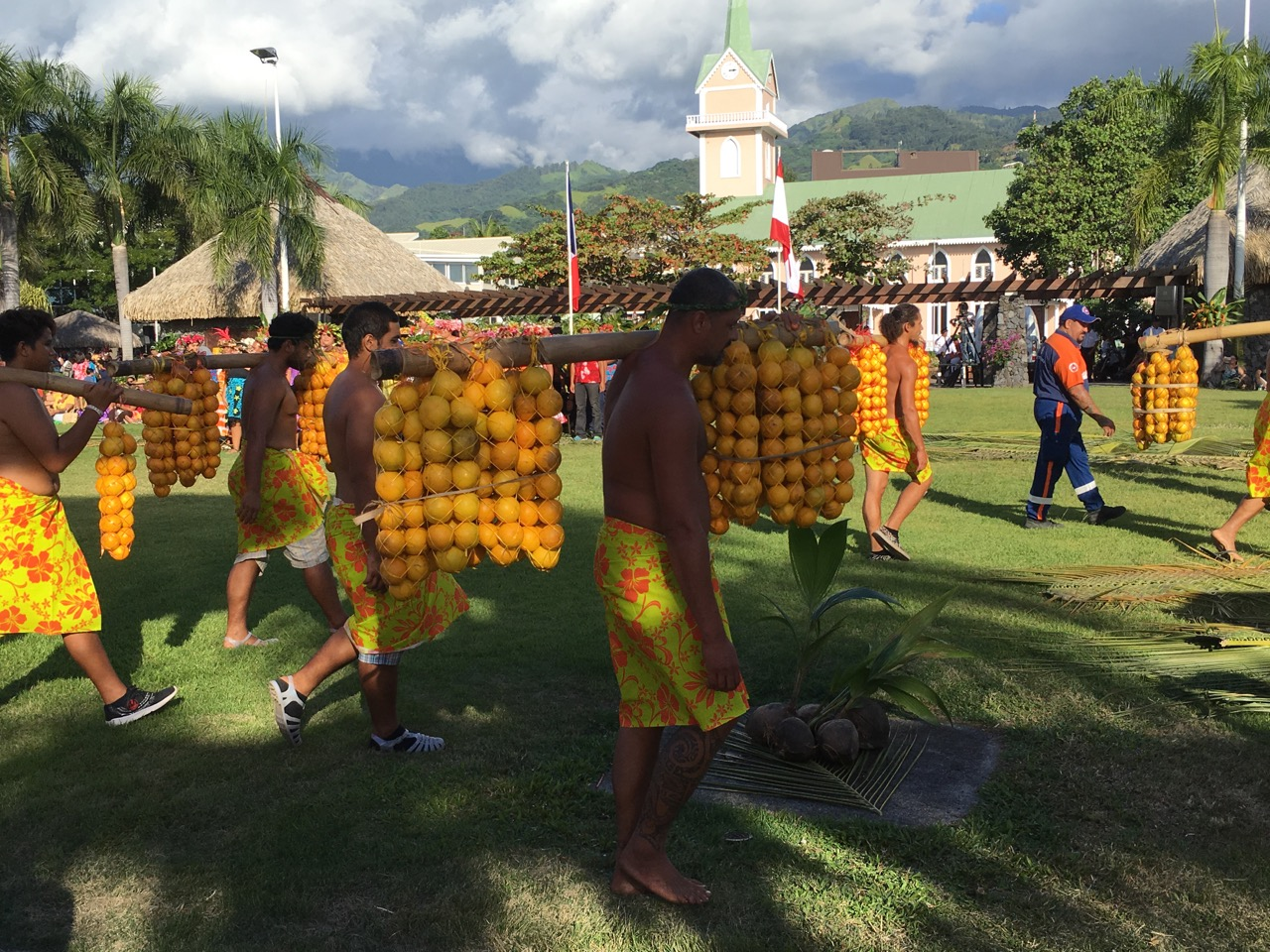
Porteurs d'oranges de la Punaruu